# Zero instruction set computer
En informática, ZISC significa computador sin conjunto de instrucciones, y se refiere a una tecnología de procesadores basados en concordancia con el modelo puro y la ausencia de (micro) instrucciones en el sentido clásico. El acrónimo ZISC alude a la previamente desarrollada RISC (Reduced Instruction Set Computer).
ZISC es una tecnología basada en las ideas de las redes neuronales artificiales y de procesamiento masivamente paralelo cableado. Este concepto fue inventado por Paillet Guy. Fue inspirado por su colaboración con el equipo de Carlo Rubbia para el procesamiento en paralelo, y con Leon Cooper en los años 90.
El paralelismo es la clave para la velocidad de los sistemas de ZISC, que eliminan el paso de carga de serie y comparar el patrón de cada localidad. Otro factor clave es la escalabilidad ZISC: una red ZISC se puede ampliar mediante la adición de más dispositivos ZISC sin sufrir una disminución de la velocidad de reconocimiento - redes con 10.000 o más células podrían ser comunes. Los circuitos integrados ZISC contienen 78 neuronas cada uno y pueden encontrar 1.000.000 patrones en una segunda operación a una frecuencia menor de 50 MHz. 
Los usos prácticos de la tecnología se concentran en el reconocimiento de patrones, de recuperación de información , para seguridad y otras tareas similares.